# Првенство Јужног Судана у фудбалу
Првенство Јужног Судана је највиши ранг фудбалског такмичења у Јужном Судану. Прва сезона одиграна је 2011-2012. године, одмах након независности. У првом такмичењу учествовали су шампиони регионалних такмичења. Први шампион Јужног Судана постао је ФК Вав Салам.

## Сезона 2011/12-
У првој сезони такмичило се осам регионалних победника:
| Р. Б. | Назив клуба     |
| ----- | --------------- |
| 1.    | ФК Ел Мерих     |
| 2.    | ФК Хај ел Хериш |
| 3.    | ФК Вав Салам    |
| 4.    | ФК Етихад       |
| 5.    | ФК Ел Нил       |
| 6.    | ФК Хилал        |
| 7.    | ФК Катор        |
| 8.    | ФК Насир        |